# Federschwanz-Gleitbeutler
Die Federschwanz-Gleitbeutler (Acrobates) sind eine Beutelsäugergattung aus der Familie der Zwerggleitbeutler (Acrobatidae). Es werden zwei Arten unterschieden, der Breitfuß-Federschwanz-Gleitbeutler (Acrobates frontales) und der Schmalfuß-Federschwanz-Gleitbeutler (Acrobates pygmaeus). Ihre nächsten Verwandten sind nicht die gleitfähigen Gleitbeutler, sondern der nicht gleitfähige Federschwanzbeutler (Distoechurus pennatus).

## Beschreibung

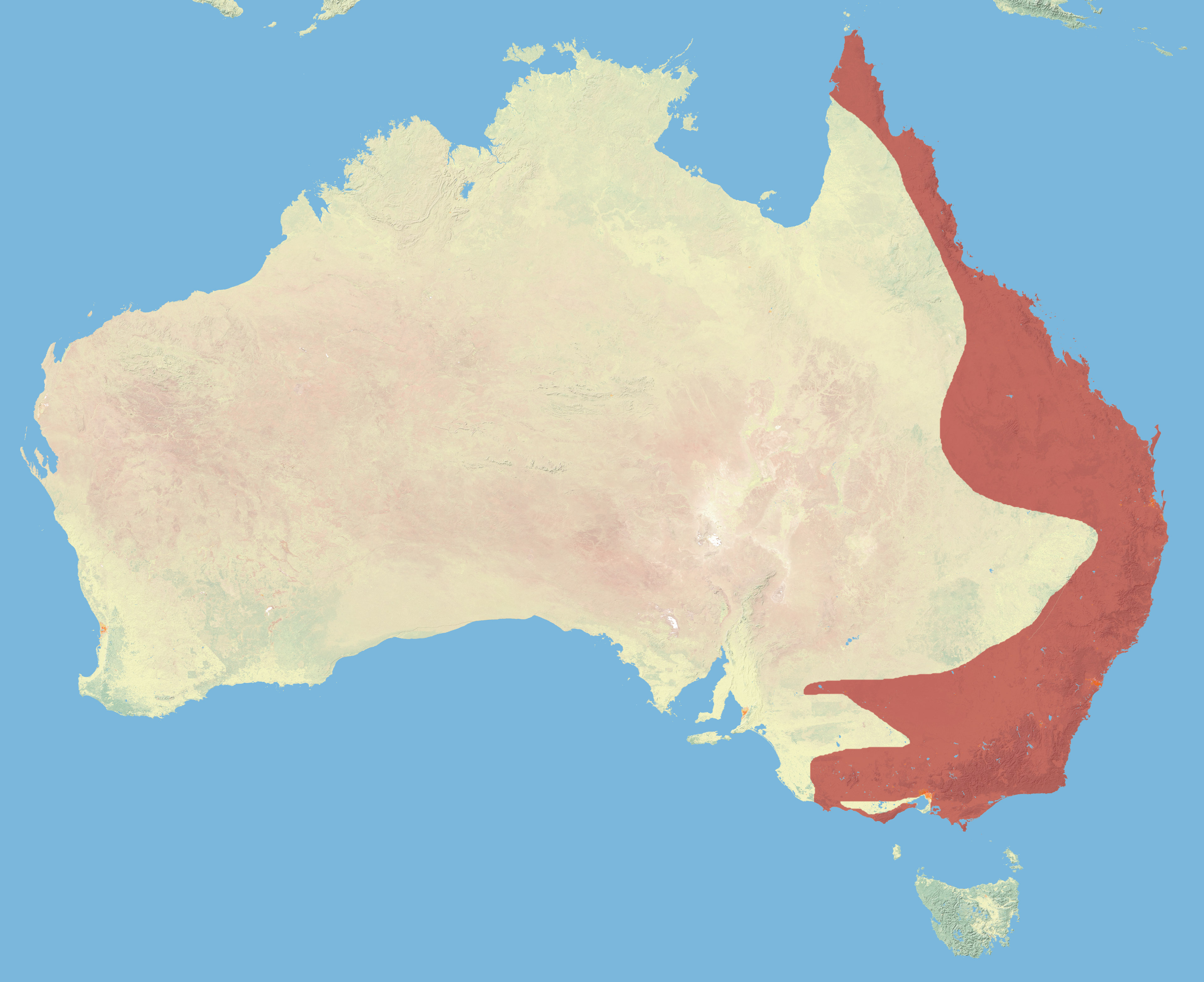
Verbreitungsgebiet der Federschwanz-Gleitbeutler

Federschwanz-Gleitbeutler, manchmal Australien-Mausflugbeutler genannt, sind die kleinsten gleitfähigen Beuteltiere und gehören zu den kleinsten Beutelsäugern überhaupt. Kleiner sind nur noch die Honigbeutler (Tarsipes rostratus) und der Dünnschwanz-Schlafbeutler (Cercartetus concinnus). Sie erreichen eine Kopfrumpflänge von 50 bis 70 Millimeter und ein Gewicht von 8 bis 18 Gramm. Der lange Schwanz ist an beiden Seiten mit kurzen, steifen Haaren versehen, die ein federartiges Aussehen bewirken und ihnen ihren Trivialnamen verdanken. Zwischen den Gliedmaßen erstreckt sich eine eher schmale Gleitmembran, die an den Rändern mit fransenartigen Haaren versehen ist. Das Uropatagium ist im Gegensatz zu den Fledertieren rudimentär zurückgebildet. Federschwanz-Gleitbeutler sind ähnlich wie einige Schmalfuß-Beutelmäuse (Sminthopsis) dazu befähigt, an glatten Oberflächen, wie Rinde oder Blattstrukturen Halt zu finden. So kann man die Tiere im Zoo sogar vertikal an Glasscheiben kletternd beobachten. Dies ermöglicht ihnen die wellig gefurchte Struktur der unterhalb ihrer Füße gelegenen Ballenkomplexe sowie die zwischen diesen „Lamellen“ liegenden Schweißdrüsen. Durch die Oberflächenspannung des Schweißes kommt es, wie bei der Verbindung zweier Glasscheiben durch einen dünnen Wasserfilm, zur kapillaren Adhäsion. Das Fell dieser Tiere ist an der Oberseite graubraun gefärbt, die Unterseite ist weiß.

## Verbreitung und Lebensraum

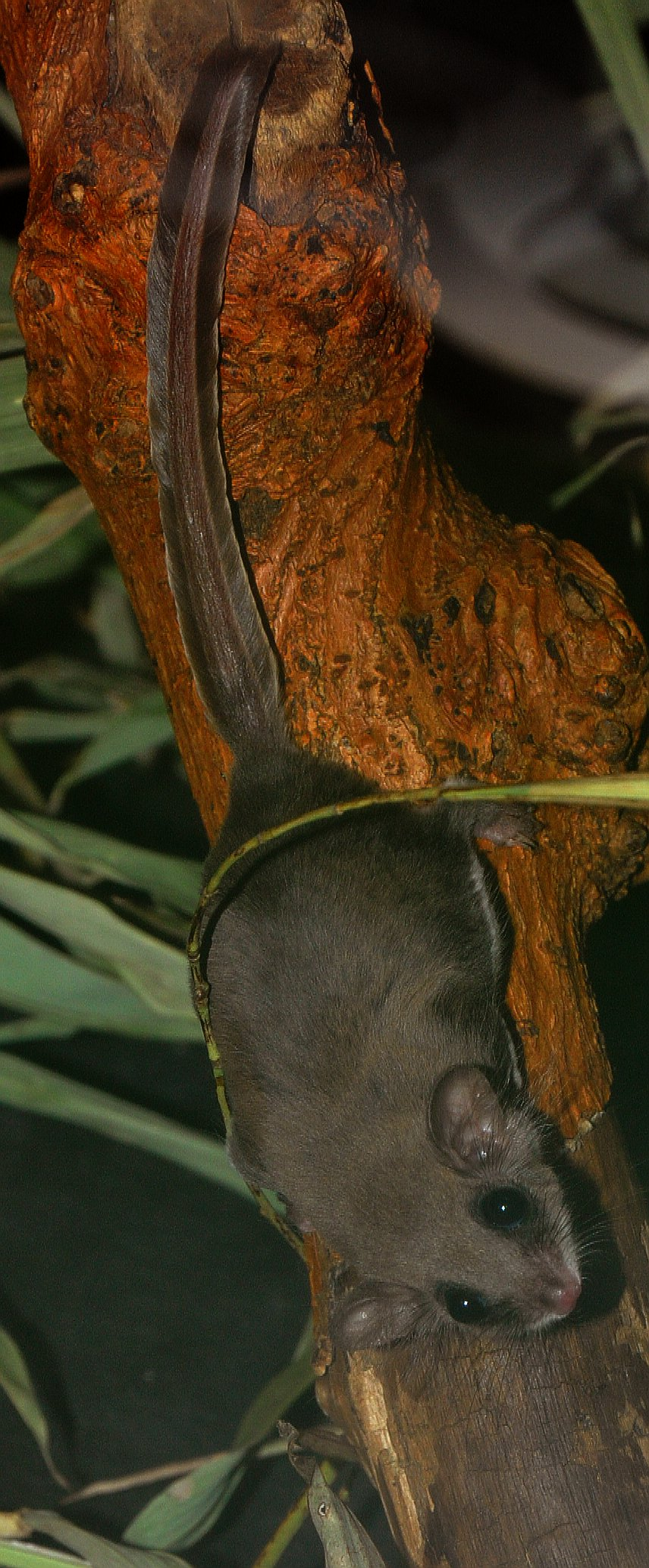
Federschwanz-Gleitbeutler

Federschwanz-Gleitbeutler sind an der australischen Ostküste verbreitet, ihr Lebensraum erstreckt sich von der Kap-York-Halbinsel bis in das südöstliche South Australia. Berichte über Vorkommen auf Neuguinea beruhen wahrscheinlich auf Verwechselungen. Sie kommen in verschiedenen Habitaten vor, meistens in Wäldern (darunter Regen- und Eukalyptuswälder), aber auch in baumbestandenen Grasländern und im Bergland.

## Lebensweise und Nahrung
Federschwanz-Gleitbeutler sind nachtaktive Tiere. Sie sind geschickte Kletterer, die sich schnell die Bäume auf und ab bewegen können. Mit Hilfe ihrer Gleitmembranen legen sie bis zu 20 Meter weite Gleitflüge zurück, wobei der federartige Schwanz als Steuerruder dient. Tagsüber schlafen sie in selbstgebauten Blätternestern, in Baumhöhlen, manchmal aber auch in Nistkästen und anderen von Menschen gefertigten Behausungen, welche bis zu 20 Meter in die Höhe ragen können. Sie leben in Gruppen von bis zu 20 Tieren zusammen, die allerdings kurzlebige Zusammenschlüsse darstellen, auch eine Rangordnung wird nicht etabliert. In Zeiten des Nahrungsmangels fallen sie manchmal in einen Torpor (Kältestarre).
Federschwanz-Gleitbeutler ernähren sich von Insekten und deren Larven sowie von Nektar, proteinhaltigen Blütenpollen und Baumsäften.

## Fortpflanzung
Weibchen haben einen gut entwickelten Beutel mit vier Zitzen. Nach einer Tragzeit von 18–20 Tagen werden zwei bis vier Jungtiere geboren. Diese verbringen ihre ersten zwei Lebensmonate im mütterlichen Beutel, anschließend bleiben sie einen weiteren Monat im Nest der Mutter. Weibchen werden mit 8 und Männchen mit 12 bis 18 Monaten geschlechtsreif. Das höchste bekannte Alter eines Tieres in menschlicher Obhut betrug sieben Jahre.

## Systematik
Anhand morphologischer Merkmale wurden die Zwerggleitbeutler (Acrobatidae) zur Familie der Bilchbeutler (Burramyidae) gestellt. Nach molekulargenetischen Untersuchungen bildet die Familie der Zwerggleitbeutler zusammen mit dem Honigbeutler (Tarsipedidae), den Gleitbeutlern (Petauridae) und den Ringbeutlern (Pseudocheiridae) die Überfamilie der Petauroidea. Die zwei Arten der Gattung wurden bis vor kurzem als eine geführt (Acrobates pygmaeus). Erst genaue molekularbiologische und morphologische Untersuchungen führten zu der Erkenntnis, dass es sich um zwei unterschiedliche, in weiten Teilen des Verbreitungsgebietes sympatrisch vorkommende Arten handelt.
Der wissenschaftliche Gattungsname ist das altgriechische Wort akrobates (Akrobat). Er bezieht sich auf die sehr gute Beweglichkeit dieser Tiere.

## Bedrohung
Federschwanz-Gleitbeutler finden sich manchmal in der Nähe des Menschen und gelten als häufige Tiere. Sie zählen nicht zu den bedrohten Arten.